# Odzalana alcumena
Odzalana alcumena är en insektsart som beskrevs av Rauno E. Linnavuori 1975. Odzalana alcumena ingår i släktet Odzalana och familjen dvärgstritar. Utöver nominatformen finns också underarten O. a. kwangoana.